# Liste de jeux de la Console virtuelle de la Nintendo 3DS (région PAL)
Cet article est une liste de jeux de la Console virtuelle de la Nintendo 3DS dans la région PAL. Dans la région PAL (incluant l'Europe et l'Australie), la Console virtuelle de la Nintendo 3DS accueille 197 jeux classiques réédités.
Les titres des jeux indiqués sont les titres français si disponibles, sinon il s'agit des titres en anglais utilisés par le magasin en ligne.

## Titres disponibles
Les 187 jeux suivants sont les titres actuellement disponibles sur la Console virtuelle de la Nintendo 3DS au Japon.

### Game Boy
48 titres initialement sortis sur Game Boy sont disponibles.
| Titre                               | Éditeur                    | Date de sortie EUR | Date de sortie AUS | PEGI | USK | ACB |
| ----------------------------------- | -------------------------- | ------------------ | ------------------ | ---- | --- | --- |
| Alleyway                            | Nintendo                   | 7 juin 2011        | 7 juin 2011        | 3    | 0   | G   |
| Super Mario Land                    | Nintendo                   | 7 juin 2011        | 7 juin 2011        | 3    | 0   | G   |
| Tennis                              | Nintendo                   | 7 juin 2011        | 7 juin 2011        | 3    | 0   | G   |
| Donkey Kong                         | Nintendo                   | 16 juin 2011       | 16 juin 2011       | 3    | 0   | G   |
| Double Dragon                       | Arc System Works           | 23 juin 2011       | 23 juin 2011       | 7    | 12  | PG  |
| Radar Mission                       | Nintendo                   | 23 juin 2011       | 23 juin 2011       | 7    | 6   | PG  |
| Kirby's Dream Land                  | Nintendo                   | 30 juin 2011       | 30 juin 2011       | 3    | 0   | G   |
| Fortified Zone                      | Jaleco                     | 7 juillet 2011     | 28 juillet 2011    | 7    | 0   | PG  |
| Qix                                 | Nintendo                   | 7 juillet 2011     | 7 juillet 2011     | 3    | 0   | G   |
| Mario's Picross                     | Nintendo                   | 14 juillet 2011    | 14 juillet 2011    | 3    | 0   | G   |
| Game and Watch Gallery              | Nintendo                   | 21 juillet 2011    | 21 juillet 2011    | 3    | 0   | G   |
| Baseball                            | Nintendo                   | 28 juillet 2011    | 28 juillet 2011    | 3    | 0   | G   |
| Pac-Man                             | Bandai Namco Entertainment | 4 août 2011        | 4 août 2011        | 3    | 0   | G   |
| Avenging Spirit                     | Jaleco                     | 11 août 2011       | 11 août 2011       | 7    | 6   | PG  |
| Gargoyle's Quest: Ghosts 'n Goblins | Capcom                     | 25 août 2011       | 25 août 2011       | 7    | 6   | PG  |
| Mega Man: Dr. Wily's Revenge        | Capcom                     | 15 septembre 2011  | 15 septembre 2011  | 3    | 6   | G   |
| Super Mario Land 2: 6 Golden Coins  | Nintendo                   | 29 septembre 2011  | 29 septembre 2011  | 3    | 0   | G   |
| Catrap                              | ASK                        | 6 octobre 2011     | 6 octobre 2011     | 3    | 0   | G   |
| Golf                                | Nintendo                   | 13 octobre 2011    | 13 octobre 2011    | 3    | 0   | G   |
| BurgerTime Deluxe                   | G-Mode                     | 27 octobre 2011    | 27 octobre 2011    | 3    | 0   | G   |
| Adventure Island                    | Hudson Soft                | 3 novembre 2011    | 3 novembre 2011    | 3    | 0   | G   |
| Side Pocket                         | G-Mode                     | 10 novembre 2011   | 10 novembre 2011   | 3    | 0   | G   |
| Metroid II: Return of Samus         | Nintendo                   | 24 novembre 2011   | 24 novembre 2011   | 7    | 6   | PG  |
| Lock 'n' Chase                      | G-Mode                     | 1er décembre 2011  | 1er décembre 2011  | 3    | 0   | G   |
| Bionic Commando                     | Capcom                     | 29 décembre 2011   | 29 décembre 2011   | 7    | 6   | PG  |
| Trip World                          | Sunsoft                    | 5 janvier 2012     | 5 janvier 2012     | 3    | 6   | G   |
| Balloon Kid                         | Nintendo                   | 26 janvier 2012    | 26 janvier 2012    | 3    | 0   | G   |
| Kirby's Block Ball                  | Nintendo                   | 9 février 2012     | 9 février 2012     | 3    | 0   | G   |
| Wario Land: Super Mario Land 3      | Nintendo                   | 16 février 2012    | 16 février 2012    | 3    | 0   | G   |
| Kid Icarus: Of Myths and Monsters   | Nintendo                   | 8 mars 2012        | 8 mars 2012        | 7    | 0   | G   |
| Dr. Mario                           | Nintendo                   | 22 mars 2012       | 22 mars 2012       | 3    | 0   | G   |
| Kirby's Dream Land 2                | Nintendo                   | 17 mai 2012        | 17 mai 2012        | 3    | 0   | G   |
| Tumblepop                           | G-Mode                     | 7 juin 2012        | 7 juin 2012        | 3    | 0   | G   |
| Castlevania: The Adventure          | Konami                     | 5 juillet 2012     | 5 juillet 2012     | 7    | 6   | G   |
| Kirby's Pinball Land                | Nintendo                   | 26 juillet 2012    | 26 juillet 2012    | 3    | 0   | G   |
| The Sword of Hope II                | Kemco                      | 9 août 2012        | 9 août 2012        | 3    | 0   | G   |
| Mystical Ninja Starring Goemon      | Konami                     | 16 août 2012       | 16 août 2012       | 7    | 6   | G   |
| Kirby's Star Stacker                | Nintendo                   | 30 août 2012       | 30 août 2012       | 3    | 0   | G   |
| Mole Mania                          | Nintendo                   | 4 octobre 2012     | 4 octobre 2012     | 3    | 0   | G   |
| Pinball: Revenge of the Gator       | HAL Laboratory             | 5 septembre 2013   | 5 septembre 2013   | 3    | 0   | G   |
| Mega Man II                         | Capcom                     | 7 août 2014        | 7 août 2014        | 7    | 6   | G   |
| Mega Man III                        | Capcom                     | 14 août 2014       | 14 août 2014       | 7    | 6   | G   |
| Mega Man IV                         | Capcom                     | 21 août 2014       | 21 août 2014       | 7    | 6   | G   |
| Mega Man V                          | Capcom                     | 28 août 2014       | 28 août 2014       | 7    | 6   | G   |
| Donkey Kong Land                    | Nintendo                   | 16 octobre 2014    | 16 octobre 2014    | 3    | 0   | G   |
| Donkey Kong Land 2                  | Nintendo                   | 23 octobre 2014    | 23 octobre 2014    | 3    | 0   | G   |
| Donkey Kong Land III                | Nintendo                   | 30 octobre 2014    | 30 octobre 2014    | 3    | 0   | G   |
| Pokémon Bleu                        | Nintendo                   | 27 février 2016    | 27 février 2016    | 12   | 0   | G   |
| Pokémon Rouge                       | Nintendo                   | 27 février 2016    | 27 février 2016    | 12   | 0   | G   |

### Game Boy Color
29 titres initialement sortis sur Game Boy Color sont disponibles.
| Titre                                    | Éditeur    | Date de sortie EUR | Date de sortie AUS | PEGI | USK | ACB |
| ---------------------------------------- | ---------- | ------------------ | ------------------ | ---- | --- | --- |
| The Legend of Zelda: Link's Awakening DX | Nintendo   | 8 juin 2011        | 8 juin 2011        | 7    | 0   | PG  |
| Blaster Master: Enemy Below              | Sunsoft    | 8 décembre 2011    | 8 décembre 2011    | 7    | 6   | PG  |
| Prince of Persia                         | Ubisoft    | 19 janvier 2012    | 19 janvier 2012    | 7    | 6   | PG  |
| Game and Watch Gallery 2                 | Nintendo   | 3 mai 2012         | 3 mai 2012         | 3    | 0   | G   |
| Rayman                                   | Ubisoft    | 31 mai 2012        | 31 mai 2012        | 7    | 0   | G   |
| Wario Land II                            | Nintendo   | 19 juillet 2012    | 19 juillet 2012    | 3    | 0   | G   |
| Toki Tori                                | Two Tribes | 2 août 2012        | 2 août 2012        | 3    | 0   | G   |
| Wario Land 3                             | Nintendo   | 6 décembre 2012    | 6 décembre 2012    | 3    | 0   | G   |
| Legend of the River King                 | Natsume    | 7 mars 2013        | 7 mars 2013        | 3    | 0   | G   |
| Harvest Moon GBC                         | Natsume    | 28 mars 2013       | 28 mars 2013       | 3    | 0   | G   |
| The Legend of Zelda: Oracle of Ages      | Nintendo   | 30 mai 2013        | 30 mai 2013        | 7    | 0   | G   |
| The Legend of Zelda: Oracle of Seasons   | Nintendo   | 30 mai 2013        | 30 mai 2013        | 7    | 0   | G   |
| Shantae                                  | WayForward | 18 juillet 2013    | 18 juillet 2013    | 7    | 6   | G   |
| Mario Tennis                             | Nintendo   | 2 janvier 2014     | 2 janvier 2014     | 3    | 0   | G   |
| Super Mario Bros. Deluxe                 | Nintendo   | 27 février 2014    | 27 février 2014    | 3    | 0   | G   |
| Mario Golf                               | Nintendo   | 29 mai 2014        | 29 mai 2014        | 3    | 0   | G   |
| Pokémon Trading Card Game                | Nintendo   | 10 juillet 2014    | 10 juillet 2014    | 3    | 0   | G   |
| Xtreme Sports                            | WayForward | 7 août 2014        | 7 août 2014        | 3    | 0   | G   |
| Mega Man Xtreme                          | Capcom     | 4 septembre 2014   | 4 septembre 2014   | 7    | 0   | G   |
| Mega Man Xtreme 2                        | Capcom     | 11 septembre 2014  | 11 septembre 2014  | 7    | 0   | G   |
| Game and Watch Gallery 3                 | Nintendo   | 25 septembre 2014  | 25 septembre 2014  | 3    | 0   | G   |
| Legend of the River King 2               | Natsume    | 23 octobre 2014    | 23 octobre 2014    | 3    | 0   | G   |
| Bionic Commando: Elite Forces            | Nintendo   | 13 novembre 2014   | 13 novembre 2014   | 12   | 12  | PG  |
| Lufia: The Legend Returns                | Natsume    | 20 novembre 2014   | 20 novembre 2014   | 7    | 6   | G   |
| Pokémon Puzzle Challenge                 | Nintendo   | 27 novembre 2014   | 27 novembre 2014   | 3    | 0   | G   |
| Pokémon Jaune                            | Nintendo   | 27 février 2016    | 27 février 2016    | 12   | 0   | G   |
| Pokémon Argent                           | Nintendo   | 22 septembre 2017  | 22 septembre 2017  | 12   | 0   | G   |
| Pokémon Or                               | Nintendo   | 22 septembre 2017  | 22 septembre 2017  | 12   | 0   | G   |
| Pokémon Cristal                          | Game Freak | 26 janvier 2018    | 26 janvier 2018    | 12   | 0   | G   |

### Game Gear
16 titres initialement sortis sur Game Gear sont disponibles.
| Titre                              | Éditeur | Date de sortie EUR | Date de sortie AUS | PEGI | USK | ACB |
| ---------------------------------- | ------- | ------------------ | ------------------ | ---- | --- | --- |
| Dragon Crystal                     | Sega    | 29 mars 2012       | 29 mars 2012       | 12   | 6   | G   |
| Shinobi                            | Sega    | 29 mars 2012       | 29 mars 2012       | 12   | 12  | PG  |
| Sonic the Hedgehog: Triple Trouble | Sega    | 29 mars 2012       | 29 mars 2012       | 3    | 6   | G   |
| Sonic Labyrinth                    | Sega    | 10 mai 2012        | 10 mai 2012        | 3    | 0   | G   |
| Sonic Blast                        | Sega    | 14 juin 2012       | 14 juin 2012       | 3    | 0   | G   |
| Columns                            | Sega    | 13 juin 2013       | 13 juin 2013       | 3    | 0   | G   |
| Dr. Robotnik's Mean Bean Machine   | Sega    | 13 juin 2013       | 13 juin 2013       | 3    | 0   | G   |
| Shining Force Gaiden II            | Sega    | 13 juin 2013       | 13 juin 2013       | 7    | 6   | G   |
| Sonic the Hedgehog                 | Sega    | 13 juin 2013       | 13 juin 2013       | 3    | 6   | G   |
| Defenders of Oasis                 | Sega    | 20 juin 2013       | 20 juin 2013       | 7    | 6   | G   |
| Tails Adventure                    | Sega    | 20 juin 2013       | 20 juin 2013       | 3    | 6   | PG  |
| Crystal Warriors                   | Sega    | 27 juin 2013       | 27 juin 2013       | 7    | 6   | G   |
| Sonic the Hedgehog 2               | Sega    | 27 juin 2013       | 27 juin 2013       | 3    | 6   | G   |
| G-LOC: Air Battle                  | Sega    | 4 juillet 2013     | 4 juillet 2013     | 3    | 6   | G   |
| Sonic Drift 2                      | Sega    | 4 juillet 2013     | 4 juillet 2013     | 3    | 0   | G   |
| Vampire: Master of Darkness        | Sega    | 4 juillet 2013     | 4 juillet 2013     | 12   | 6   | PG  |

### Nintendo Entertainment System
63 titres initialement sortis sur Nintendo Entertainment System sont disponibles. Donkey Kong: Original Edition n'est pas sorti en Australie donc seuls 62 titres sont disponibles sur ce territoire.
| Titre                                      | Éditeur                    | Date de sortie EUR | Date de sortie AUS | PEGI | USK | ACB |
| ------------------------------------------ | -------------------------- | ------------------ | ------------------ | ---- | --- | --- |
| Mike Tyson's Punch-Out!!                   | Nintendo                   | 1er mars 2012      | 1er mars 2012      | 7    | 6   | G   |
| Super Mario Bros.                          | Nintendo                   | 1er mars 2012      | 1er mars 2012      | 3    | 0   | G   |
| Metroid                                    | Nintendo                   | 15 mars 2012       | 15 mars 2012       | 7    | 0   | G   |
| The Legend of Zelda                        | Nintendo                   | 12 avril 2012      | 12 avril 2012      | 7    | 0   | G   |
| Donkey Kong Jr.                            | Nintendo                   | 23 août 2012       | 23 août 2012       | 3    | 0   | G   |
| NES Open Tournament Golf                   | Nintendo                   | 23 août 2012       | 23 août 2012       | 3    | 0   | G   |
| Zelda II: The Adventure of Link            | Nintendo                   | 13 septembre 2012  | 13 septembre 2012  | 7    | 0   | G   |
| Mega Man                                   | Capcom                     | 18 octobre 2012    | 18 octobre 2012    | 7    | 6   | G   |
| Mighty Bomb Jack                           | Koei Tecmo                 | 25 octobre 2012    | 25 octobre 2012    | 3    | 0   | G   |
| Gradius                                    | Konami                     | 1er novembre 2012  | 1er novembre 2012  | 7    | 6   | G   |
| Ninja Gaiden                               | Koei Tecmo                 | 15 novembre 2012   | 15 novembre 2012   | 7    | 12  | PG  |
| Super Mario Bros.: The Lost Levels         | Nintendo                   | 27 décembre 2012   | 27 décembre 2012   | 3    | 0   | G   |
| Ghosts'n Goblins                           | Capcom                     | 3 janvier 2013     | 3 janvier 2013     | 7    | 6   | G   |
| Blaster Master                             | Sunsoft                    | 10 janvier 2013    | 10 janvier 2013    | 7    | 6   | G   |
| Mega Man 2                                 | Capcom                     | 7 février 2013     | 7 février 2013     | 7    | 6   | G   |
| Castlevania                                | Konami                     | 14 février 2013    | 14 février 2013    | 7    | 0   | G   |
| Pac-Man                                    | Bandai Namco Entertainment | 28 février 2013    | 28 février 2013    | 3    | 0   | G   |
| Mega Man 3                                 | Capcom                     | 4 avril 2013       | 4 avril 2013       | 7    | 6   | G   |
| Dig Dug                                    | Bandai Namco Entertainment | 18 avril 2013      | 18 avril 2013      | 3    | 0   | G   |
| Mega Man 4                                 | Capcom                     | 25 avril 2013      | 25 avril 2013      | 7    | 6   | G   |
| Balloon Fight                              | Nintendo                   | 2 mai 2013         | 2 mai 2013         | 3    | 0   | G   |
| Ice Climber                                | Nintendo                   | 2 mai 2013         | 2 mai 2013         | 3    | 0   | G   |
| Mario and Yoshi                            | Nintendo                   | 2 mai 2013         | 2 mai 2013         | 3    | 0   | G   |
| Super C                                    | Konami                     | 2 mai 2013         | 2 mai 2013         | 7    | 12  | PG  |
| Wrecking Crew                              | Nintendo                   | 9 mai 2013         | 9 mai 2013         | 3    | 0   | G   |
| Mega Man 5                                 | Capcom                     | 16 mai 2013        | 16 mai 2013        | 7    | 6   | G   |
| Mega Man 6                                 | Capcom                     | 11 juin 2013       | 11 juin 2013       | 7    | 6   | G   |
| Spelunker                                  | Tozai Games                | 18 juillet 2013    | 18 juillet 2013    | 3    | 0   | G   |
| Street Gangs                               | Arc System Works           | 25 juillet 2013    | 25 juillet 2013    | 7    | 6   | PG  |
| Super Mario Bros. 2                        | Nintendo                   | 7 août 2013        | 7 août 2013        | 3    | 0   | G   |
| Star Soldier                               | Konami                     | 15 août 2013       | 15 août 2013       | 3    | 6   | G   |
| Summer Carnival '92: Recca                 | Kaga Electronics           | 15 août 2013       | 15 août 2013       | 3    | 6   | G   |
| Solomon's Key                              | Koei Tecmo                 | 22 août 2013       | 22 août 2013       | 3    | 0   | G   |
| Ninja Gaiden II: The Dark Sword of Chaos   | Koei Tecmo                 | 29 août 2013       | 29 août 2013       | 7    | 12  | PG  |
| Milon's Secret Castle                      | Konami                     | 26 septembre 2013  | 26 septembre 2013  | 3    | 0   | G   |
| City Connection                            | Hamster                    | 17 octobre 2013    | 17 octobre 2013    | 3    | 0   | G   |
| Wario's Woods                              | Nintendo                   | 24 octobre 2013    | 24 octobre 2013    | 3    | 0   | G   |
| Donkey Kong                                | Nintendo                   | 21 novembre 2013   | 21 novembre 2013   | 3    | 0   | G   |
| Crash 'n' The Boys: Street Challenge       | Arc System Works           | 28 novembre 2013   | 28 novembre 2013   | 7    | 6   | PG  |
| Double Dragon                              | Arc System Works           | 5 décembre 2013    | 5 décembre 2013    | 12   | 12  | PG  |
| Donkey Kong 3                              | Nintendo                   | 12 décembre 2013   | 12 décembre 2013   | 3    | 0   | G   |
| Life Force                                 | Konami                     | 19 décembre 2013   | 19 décembre 2013   | 3    | 6   | G   |
| Super Mario Bros. 3                        | Nintendo                   | 26 décembre 2013   | 26 décembre 2013   | 3    | 0   | G   |
| Mario Bros.                                | Nintendo                   | 9 janvier 2014     | 9 janvier 2014     | 3    | 0   | G   |
| Castlevania II: Simon's Quest              | Konami                     | 16 janvier 2014    | 16 janvier 2014    | 7    | 6   | G   |
| Ninja Gaiden III: The Ancient Ship of Doom | Koei Tecmo                 | 23 janvier 2014    | 23 janvier 2014    | 7    | 12  | PG  |
| Renegade                                   | Arc System Works           | 20 février 2014    | 20 février 2014    | 7    | 12  | PG  |
| Devil World                                | Nintendo                   | 20 mars 2014       | 20 mars 2014       | 7    | 0   | G   |
| Adventure Island II                        | Konami                     | 27 mars 2014       | 27 mars 2014       | 3    | 0   | G   |
| Castlevania III: Dracula's Curse           | Konami                     | 17 avril 2014      | 17 avril 2014      | 7    | 6   | G   |
| Galaga                                     | Bandai Namco Entertainment | 1er mai 2014       | 1er mai 2014       | 3    | 0   | G   |
| Clu Clu Land                               | Nintendo                   | 8 mai 2014         | 8 mai 2014         | 3    | 0   | G   |
| Double Dragon II: The Revenge              | Arc System Works           | 22 mai 2014        | 22 mai 2014        | 7    | 12  | PG  |
| The Mysterious Murasame Castle             | Nintendo                   | 29 mai 2014        | 29 mai 2014        | 7    | 6   | G   |
| Super Dodge Ball                           | Arc System Works           | 5 juin 2014        | 5 juin 2014        | 7    | 0   | G   |
| Mach Rider                                 | Nintendo                   | 12 juin 2014       | 12 juin 2014       | 3    | 0   | G   |
| Donkey Kong: Original Edition              | Nintendo                   | 18 septembre 2014  | Non sorti          | 3    | 0   | -   |
| Street Fighter 2010: The Final Fight       | Capcom                     | 2 octobre 2014     | 2 octobre 2014     | 7    | 6   | PG  |
| Mighty Final Fight                         | Capcom                     | 9 octobre 2014     | 9 octobre 2014     | 12   | 12  | PG  |
| Adventures of Lolo                         | HAL Laboratory             | 16 octobre 2014    | 16 octobre 2014    | 3    | 0   | G   |
| Gargoyle's Quest II: The Demon Darkness    | Capcom                     | 30 octobre 2014    | 30 octobre 2014    | 7    | 6   | PG  |
| S.C.A.T.: Special Cybernetic Attack Team   | Natsume                    | 4 décembre 2014    | 4 décembre 2014    | 7    | 6   | G   |
| Shadow of the Ninja                        | Natsume                    | 4 décembre 2014    | 4 décembre 2014    | 12   | 6   | PG  |

### Super Nintendo
31 titres initialement sortis sur Super Nintendo sont disponibles sur New Nintendo 3DS exclusivement.
| Titre                                               | Éditeur  | Date de sortie EUR | Date de sortie AUS | PEGI | USK | ACB |
| --------------------------------------------------- | -------- | ------------------ | ------------------ | ---- | --- | --- |
| EarthBound                                          | Nintendo | 3 mars 2016        | 3 mars 2016        | 12   | 6   | M   |
| Super Mario World                                   | Nintendo | 3 mars 2016        | 3 mars 2016        | 3    | 0   | G   |
| Super Metroid                                       | Nintendo | 10 mars 2016       | 10 mars 2016       | 7    | 6   | PG  |
| The Legend of Zelda: A Link to the Past             | Nintendo | 10 mars 2016       | 10 mars 2016       | 7    | 6   | PG  |
| F-Zero                                              | Nintendo | 17 mars 2016       | 17 mars 2016       | 3    | 0   | G   |
| Super Mario Kart                                    | Nintendo | 17 mars 2016       | 17 mars 2016       | 3    | 0   | G   |
| Donkey Kong Country                                 | Nintendo | 24 mars 2016       | 24 mars 2016       | 3    | 0   | G   |
| Donkey Kong Country 2: Diddy's Kong Quest           | Nintendo | 24 mars 2016       | 24 mars 2016       | 3    | 0   | G   |
| Pilotwings                                          | Nintendo | 14 avril 2016      | 14 avril 2016      | 7    | 0   | G   |
| Super Punch-Out!!                                   | Nintendo | 28 avril 2016      | 28 avril 2016      | 12   | 6   | G   |
| Contra III: The Alien Wars                          | Konami   | 12 mai 2016        | 12 mai 2016        | 12   | 12  | PG  |
| Donkey Kong Country 3: Dixie Kong's Double Trouble! | Nintendo | 2 juin 2016        | 2 juin 2016        | 3    | 0   | G   |
| Kirby's Dream Course                                | Nintendo | 9 juin 2016        | 9 juin 2016        | 3    | 0   | G   |
| Mega Man 7                                          | Capcom   | 14 juillet 2016    | 14 juillet 2016    | 7    | 6   | PG  |
| Mega Man X                                          | Capcom   | 14 juillet 2016    | 14 juillet 2016    | 7    | 6   | PG  |
| Street Fighter II': Hyper Fighting                  | Capcom   | 28 juillet 2016    | 28 juillet 2016    | 12   | 12  | PG  |
| Street Fighter Alpha 2                              | Capcom   | 28 juillet 2016    | 28 juillet 2016    | 12   | 12  | PG  |
| Super Street Fighter II: The New Challengers        | Capcom   | 28 juillet 2016    | 28 juillet 2016    | 12   | 12  | PG  |
| Mega Man X2                                         | Capcom   | 11 août 2016       | 11 août 2016       | 7    | 6   | PG  |
| Mega Man X3                                         | Capcom   | 11 août 2016       | 11 août 2016       | 7    | 6   | PG  |
| The Legend of the Mystical Ninja                    | Konami   | 25 août 2016       | 25 août 2016       | 7    | 6   | PG  |
| Final Fight                                         | Capcom   | 8 septembre 2016   | 8 septembre 2016   | 12   | 12  | PG  |
| Final Fight 2                                       | Capcom   | 8 septembre 2016   | 8 septembre 2016   | 12   | 12  | PG  |
| Final Fight 3                                       | Capcom   | 8 septembre 2016   | 8 septembre 2016   | 12   | 12  | PG  |
| Breath of Fire                                      | Capcom   | 6 octobre 2016     | 6 octobre 2016     | 7    | 6   | PG  |
| Breath of Fire II                                   | Capcom   | 6 octobre 2016     | 6 octobre 2016     | 7    | 6   | G   |
| Super Castlevania IV                                | Konami   | 20 octobre 2016    | 20 octobre 2016    | 7    | 12  | PG  |
| Super Ghouls'n Ghosts                               | Capcom   | 20 octobre 2016    | 20 octobre 2016    | 7    | 6   | PG  |
| Mario's Super Picross                               | Nintendo | 3 novembre 2016    | 3 novembre 2016    | 3    | 0   | G   |
| Demon's Crest                                       | Capcom   | 15 décembre 2016   | 15 décembre 2016   | 7    | 6   | PG  |
| Castlevania: Dracula X                              | Konami   | 26 janvier 2017    | 26 janvier 2017    | 12   | 6   | PG  |

## Titres retirés de la vente
1 jeu précédemment disponible a été retiré de la vente.

### Game Boy
| Titre   | Éditeur  | Date de sortie EUR | Date de sortie AUS | PEGI | USK | ACB |
| ------- | -------- | ------------------ | ------------------ | ---- | --- | --- |
| Tetris, | Nintendo | 22 décembre 2011   | 22 décembre 2011   | 3    | 0   | G   |

## Titres disponibles dans le cadre d'une promotion spéciale
11 jeux ont été rendus disponibles dans le cadre d'offres promotionnelles.

### Game Boy Advance
10 jeux sont disponibles dans le cadre d'une promotion exclusive aux ambassadeurs de la Nintendo 3DS.
| Titre                                 | Éditeur  | Date de sortie EUR | Date de sortie AUS | PEGI | USK | ACB |
| ------------------------------------- | -------- | ------------------ | ------------------ | ---- | --- | --- |
| F-Zero: Maximum Velocity              | Nintendo | 16 décembre 2011   | 15 décembre 2011   | 3    | 0   | G   |
| Fire Emblem: The Sacred Stones        | Nintendo | 16 décembre 2011   | 15 décembre 2011   | 7    | 0   | PG  |
| Kirby and the Amazing Mirror          | Nintendo | 16 décembre 2011   | 15 décembre 2011   | 3    | 0   | G   |
| Mario Kart: Super Circuit             | Nintendo | 16 décembre 2011   | 15 décembre 2011   | 3    | 0   | G   |
| Mario vs. Donkey Kong                 | Nintendo | 16 décembre 2011   | 15 décembre 2011   | 3    | 0   | G   |
| Metroid: Fusion                       | Nintendo | 16 décembre 2011   | 15 décembre 2011   | 7    | 6   | PG  |
| The Legend of Zelda: The Minish Cap   | Nintendo | 16 décembre 2011   | 15 décembre 2011   | 7    | 0   | PG  |
| Wario Land 4                          | Nintendo | 16 décembre 2011   | 15 décembre 2011   | 3    | 0   | G   |
| WarioWare, Inc. : Mega Mini-Jeux      | Nintendo | 16 décembre 2011   | 15 décembre 2011   | 7    | 0   | G   |
| Yoshi's Island: Super Mario Advance 3 | Nintendo | 16 décembre 2011   | 15 décembre 2011   | 3    | 0   | G   |